# Cissa thalassina
La gazza codacorta o gazza verde di Giava (Cissa thalassina (Temminck, 1826)) è un uccello passeriforme appartenente alla famiglia Corvidae.

## Etimologia
Il nome scientifico della specie, thalassina, deriva dal greco θαλασσα (thalassa, "mare"), col significato di "dal colore del mare", in riferimento alla colorazione di questi uccelli.

## Descrizione

### Dimensioni
Misura 31 cm di lunghezza, per 125 g di peso.

### Aspetto

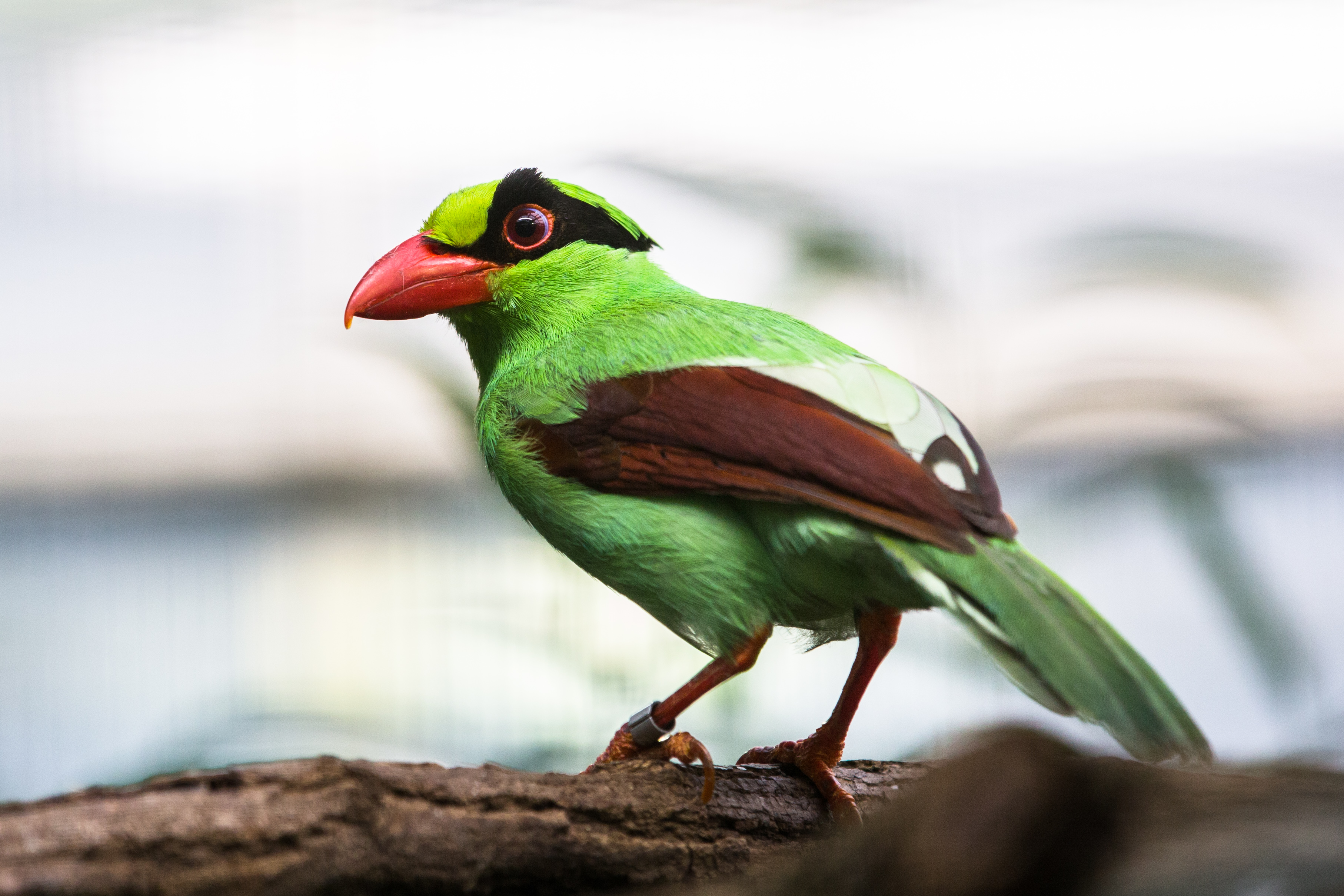
Esemplare allo zoo di Praga.

Si tratta di uccelli dall'aspetto arrotondato e massiccio, muniti di grossa testa arrotondata e allungata con grandi occhi, forte becco conico e allungato anch'esso, ali digitate, zampe forti e coda lunga all'incirca quanto il corpo: nel complesso, la gazza codacorta somiglia molto alle altre gazze verdi, rispetto alle quali presenta becco in proporzione più corto e massiccio, mascherina facciale con sopracciglio più marcato e (come intuibile dal nome comune) coda più corta in proporzione al corpo.
Il piumaggio si presenta di colore verde brillante su tutto il corpo, con tendenza a scurirsi divenendo verde acqua su sottocoda, groppa e gola: sulla fronte può essere presente una sfumatura gialla. Le penne remiganti sono di un caldo color bruno, con le secondarie sfumate nell'azzurrino-biancastro per gran parte della loro lunghezza. Dai lati del becco parte una banda nera che cinge gli occhi e raggiunge la nuca, formando una caratteristica mascherina facciale con vistose "sopracciglia".
Il becco è di color rosso corallo: dello stesso colore è il cerchio perioculare, mentre le zampe sono di color rosso-arancio e gli occhi sono di colore bruno-rossiccio.

## Biologia

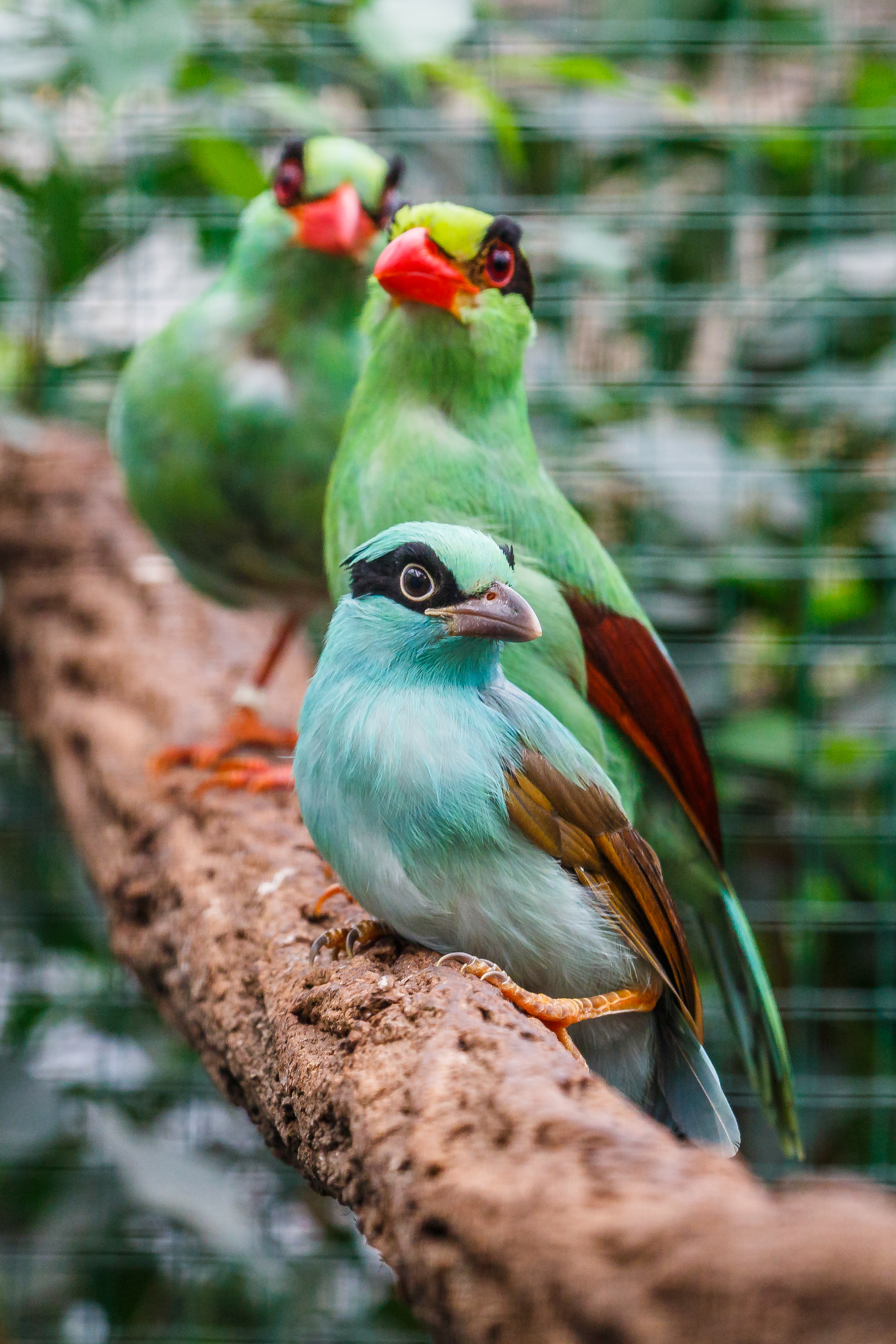
Gruppo in cattività, con giovanile in primo piano.

La gazza codacorta è un uccello dalle abitudini di vita essenzialmente diurne, che vive da solo o in coppie (sebbene sia possibile osservarne anche dei gruppetti, non di rado in associazione con altre specie affini) spostandosi fra il suolo o fra i rami di alberi e
cespugli, attività questa che assorbe gran parte della giornata di questi animeli: sul far della sera, questi animali si ritirano per riposare nel folto della vegetazione arborea.
Il richiamo della gazza codacorta consiste nella ripetizione a più riprese una serie di 2-5 note acute e metalliche: questi animali emettono inoltre dei fischi gracchianti simili a quelli delle altre specie congeneri. I versi della gazza verde di Giava sono molto rinomati fra i locali per la loro musicalità, e assieme alle abilità imitative di questi uccelli e alla loro livrea sgargiante hanno fatto sì che essi siano stati estensivamente catturati per essere tenuti in gabbia.

### Alimentazione
La dieta di questi animali è composta perlopiù di grossi insetti ed altri invertebrati (lumache, lombrichi, gamberi di fiume), nonché di piccoli vertebrati come topolini, lucertole e rane.

### Riproduzione
La gazza codacorta sembra essere in grado di riprodursi durante tutto l'arco dell'anno, con icchi delle schiuse durante la stagione delle piogge (ottobre-aprile): si tratta di una specie monogama, nella quale i due sessi collaborano sia nella costruzione del nido (una coppa costruita intrecciando fittamente fra i rami di un albero rametti, radichette e fibre vegetali) che nella cova delle 4-6 uova e nell'allevamento dei pulli, i quali, ciechi ed implumi alla schiusa, sono in grado d'involarsi attorno ai venti giorni di vita e si allontanano dai genitori a un mese circa dalla nascita.

## Distribuzione e habitat
La gazza codacorta è endemica della porzione montuosa centrale dell'area centrale e occidentale dell'isola di Giava.
L'habitat di questi uccelli è rappresentato dalla foresta pluviale sempreverde pedemontana e montana, al di sopra dei 500 m di quota.

## Conservazione
Piuttosto comune nel suo areale in passato, la gazza codacorta è andata incontro a un declino rapidissimo negli ultimi anni, come conseguenza diretta sia della distruzione dell'habitat che del prelievo di esemplari da vendere come animali domestici: attualmente, si stima che in natura ne rimangano all'incirca una cinquantina di esemplari, tuttavia l'assenza di avvistamenti negli ultimi anni fa pensare che la specie potrebbe addirittura essersi estinta in natura.
Per tutelare questi animali sono stati varati a partire dal 2011 dei programmi di riproduzione in cattività degli esemplari sequestrati: tali programmi hanno avuto un discreto successo, tanto che nel 2018 sono nati in cattività 50 individui.